# Казарма 153 км
Казарма 153 км — населённый пункт в Думиничском районе Калужской области России. Входит в состав сельского поселения «Деревня Верхнее Гульцово».

## География
Находится на юге центральной части Калужской области, в зоне хвойно-широколиственных лесов, к югу от деревни Нижнее Гульцово и реки Урушки, на расстоянии примерно 16 километров (по прямой) к северо-западу от рабочего посёлка Думиничи, административного центра района.

### Климат
Климат характеризуется как умеренно континентальный, с тёплым летом и умеренно морозной снежной зимой. Среднегодовая многолетняя температура воздуха составляет 4 — 4,6 °С. Средняя температура воздуха самого тёплого месяца (июля) — 18 °C (абсолютный максимум — 39 °C); самого холодного (января) — −10 — −8,9 °C (абсолютный минимум — −46 °C). Безморозный период длится в среднем 149 дней. Среднегодовое количество атмосферных осадков составляет 654 мм, из которых 441 мм выпадает в период с апреля по октябрь. Снежный покров держится в течение 130—145 дней.

## История
Населённый пункт появился при строительстве железной дороги. В селении жили семьи тех, кто обслуживал железнодорожную инфраструктуру.

## Население
| 2002 | 2010 |
| ---- | ---- |
| 4    | ↘1   |

### Национальный состав
Согласно результатам переписи 2002 года, в национальной структуре населения русские составляли 100 %.

## Инфраструктура
Основой экономики было обслуживание путевого хозяйства Московской железной дороги.

## Транспорт
Казарма доступна автомобильным и железнодорожным транспортом.